# De l'âge de la crête à l'âge du bonze
Albums de Ludwig von 88
La révolution n'est pas un dîner de gala
(2001) De l'âge du trash à l'âge du zen
(2004)
De l'âge de la crête à l'âge du bonze est une compilation de titres du groupe de punk français Ludwig von 88, sortie en 2004 sur le label Crash Disques de PIAS.

## Compilation
Cette compilation regroupe différents titres ou versions qui n'apparaissent pas sur les albums du groupe.
Elle reprend intégralement les maxis suivants :
- Live ? (1985)
- Les Trois p'tits keupons (1987)
- Louison Bobet For Ever (1987, à l'exception de Louison Bobet For Ever, présent sur Houlala II "la mission")
- Sprint (1988)
- L.S.D. for Éthiopie (We Are the World) (1990)

En plus de ces maxis, la compilation inclut sept autres titres rares ou inédits du groupe.
Sur la pochette de l'album, le groupe est nommé Ludwig von 83-90 ; l'album est sous-titré « 8 années pavées de bonnes intentions ».
Une deuxième compilation, De l'âge du trash à l'âge du zen, sortie le même jour chez le même éditeur, reprend ce principe, mais pour la période postérieure à 1990.

## Pistes
La compilation contient les pistes suivantes :
1. Sprint 
2 min 45 s, originellement sur Sprint, septembre 1988
2. Mon cœur s'envole
3 min 04 s, originellement sur Sprint, septembre 1988
3. Séoul Bop (In Gold We Trust)
5 min 11 s, originellement sur Sprint, septembre 1988
4. Faux départ
19 s, originellement sur Sprint, septembre 1988
5. Les Athlètes
3 min 11 s, originellement sur Sprint, septembre 1988
6. 110 mètres haies
1 min 22 s, originellement sur Sprint, septembre 1988
7. Mike Tyson
4 min 56 s, originellement sur Sprint, septembre 1988
8. Saut en longueur
46 s, originellement sur Sprint, septembre 1988
9. L.S.D. for Éthiopie (We Are the World)
3 min 36 s, originellement sur L.S.D. for Éthiopie (We Are the World), mai 1990
10. Bourgogne
3 min 15 s, originellement sur L.S.D. for Éthiopie (We Are the World), mai 1990
11. Africa Vice
4 min 15 s, originellement sur L.S.D. for Éthiopie (We Are the World), mai 1990
12. Boum
3 min 24 s, originellement sur L.S.D. for Éthiopie (We Are the World), mai 1990
13. Les Trois p'tits keupons
2 min 56 s, originellement sur Les Trois p'tits keupons, février 1987
14. Abri atomique
1 min 58 s, originellement sur Les Trois p'tits keupons, février 1987 (réédité sur Houlala II "la mission" en 1991)
15. Crêpe suzette
1 min 18 s, originellement sur Louison Bobet For Ever, septembre 1987
16. Bilbao (live)
3 min 53 s, version live, originellement sur Louison Bobet For Ever, septembre 1987 (réédité sur Houla la ! en 1989)
17. Lapin Billy s'en va-t-en guerre (live)
2 min 40 s, version live, originellement sur Louison Bobet For Ever, septembre 1987
18. Vengeur masqué (live)
1 min 01 s, version live, originellement sur Louison Bobet For Ever, septembre 1987
19. International Flower People Hymn
1 min 53 s, originellement intitulé Flowers Punks, Flowers Skins et sorti sur un 45 tours accompagnant le premier exemplaire du fanzine suisse Spouri, le canard tout enculeur en avril 1989 (partagé avec le groupe Pervers polymorphes inorganisé, pour I'm the Spy)[1]
20. Les Aventures de Charles Hubert l'éléphant de mer
4 min 02 s, originellement sur la compilation Nos amis les bêtes, février 1989
21. Zardellen Filet
2 min 29 s, originellement sur Sardellen Filet, 1989
22. Old Toby
4 min 29 s, inédit
23. Bilbao (1er 45 tours)
1 min 59 s, version live, originellement sur Live ?, mars 1985
24. Un quai de gare
2 min 24 s, version live, originellement sur Live ?, mars 1985
25. Houlala (version originale)
1 min 36 s, inédit
26. En direct de Londres
1 min 30 s, inédit
27. Dans mes bras
5 min 00 s, inédit